# Mistrzostwa Świata w Piłce Nożnej Plażowej 2011/Strzelcy

## 14 goli[1]
- André

## 12 goli
- Madjer

## 9 goli
- Francisco Velasquez

## 8 goli
- Egor Shaykov

## 7 goli
- Paolo Palmacci
- Egor Eremeev
- Ilya Leonov
- Dmitry Shishin

## 6 goli
- Victor Tale
- Nuno Belchior
- Pape Koukpaki

## 5 goli
- Sidney
- Alexei Makarov
- Ndiaga Mbaye
- Agustin Ruiz

## 4 gole
- Benjamin
- Bartholomew Ibenegbu
- Yuri Krasheninnikov
- Ngalla Sylla
- Dejan Stankovic

## 3 gole
- Betinho
- Hassan Abdollahi
- Farid Boulokbashi
- Giuseppe Soria
- Morgan Plata
- Musa Najare
- Isiaka Olawale
- Jalal Al Sinani
- Alan
- Lucio
- Yuri Gorchinskiy
- Stephan Leu
- Teva Zaveroni

## 2 gole
- Jonathan Levi
- Bruno Malias
- Buru
- Jorginho
- Mehdi Hassani
- Mohammad Mokhtari
- Francesco Corosiniti
- Franco Palma
- Masayuki Komaki
- Shusei Yamauchi
- Ricardo Villalobos
- Ogbonnaya Okemmiri
- James Okwuosa
- Rui Coimbra
- Anton Shkarin
- Ibrahima Bakhoum
- Libasse Diagne
- Babacar Fall
- Tomás Hernandez
- Oleg Zborovskyi
- Edgar Quintero

## 1 gol
- Luciano Franceschini
- Sebastian Larreta
- German Spinelli
- Javier Vivas
- Anderson
- Mohammad Ahmadzadeh
- Moslem Mesigar
- Ali Naderi
- Simone Feudi
- Gabriele Gori
- Matteo Marrucci
- Franco Palma
- Hirofumi Oda
- Shunta Suzuki
- Antonio Barbosa
- Francisco Cati
- Jose Cervantes
- Angel Rodriguez
- Nelson Nwosu
- Hani Al Dhabit
- Nasser Al Mukhaini
- Ishaq Al Qassmi
- Khalid Al Rajhi
- Duarte
- Paulo Graça
- Bruno Novo
- Jordan Santos
- Bruno Torres
- Wilber Alvarado
- Jose Membreño
- Elias Ramirez
- Cheikh Ba
- Valentin Jaeggy
- Michael Rodrigues
- Angelo Schirinzi
- Sandro Spaccarotella
- Marama Amau
- Naea Bennett
- Tearii Labaste
- Igor Borsuk
- Sergiy Bozhenko
- Anton Butko
- Oleksandr Korniychuk
- Oleg Mozgovyy
- Roman Pachev
- Oleg Zborovskyi
- Kevin Camargo
- Gian Luca Cardone
- Francisco Landaeta
- Carlos Longa
- Marcos Monsalve

## Gole samobójcze
2 gole samobójcze
- Ngalla Sylla (w meczu ze Szwajcarią)

Gole samobójcze
- Betinho (w meczu z Rosją)
- Nelson Nwosu (w meczu z Wenezuelą)
- Yahya Al Araimi (w meczu z Portugalią)
- Nasser Al Mukhaini (w meczu z Salwadorem)